# Pirate Master
Pirate Master is een Amerikaanse reality-spelshow op CBS gepresenteerd door Cameron Daddo.

## Spelverloop
Een groep van 16 personen gaan een tijdje verblijven op de Caraïben, tijdens deze vakantie gaan ze geheime aanwijzingen zoeken die verstopt zijn, wie deze aanwijzingen het beste gebruikt wint de prijs van 1 miljoen dollar.

## Uitzendingen
Het programma werd vanaf 31 mei 2007 uitgezonden, op 23 juli 2007 maakte CBS bekend dat Pirate Master niet meer werd uitgezonden wegens de lage kijkcijfers, de overige uitzendingen werden daarna op internet gezet.